# Henri d'Orbigny
Henri Joseph d'Orbigny, né le 16 mai 1845 à Paris et mort le 29 juin 1915 à Paris, est un architecte et un entomologiste français. Il est le fils d'Alcide Dessalines d'Orbigny (1802-1857), naturaliste et paléontologue, le neveu de Charles Henry Dessalines d'Orbigny (1806-1876), botaniste et géologue, et de Gaston Edouard Dessalines d'Orbigny (1805-1883), naturaliste, le cousin d'Alcide Charles Jean d'Orbigny (1835-1907), maire de La Rochelle, et le petit-fils de Charles Marie d'Orbigny (1770-1856), naturaliste. Il est également le neveu d'Albert Gaudry (1827-1908), géologue et paléontologue, le beau-frère de Louis Bedel (1849-1922), entomologiste, et l'oncle de Maurice Bedel (1883-1954), écrivain.

## Biographie
Henri Joseph d'Orbigny naît le 16 mai 1845 à Paris. Il est le fils d'Alcide d'Orbigny (1802-1857), naturaliste et paléontologue, et de Henriette Gaudry. Il est le neveu d'Albert Gaudry, géologue et paléontologue.
Architecte,, il est admis en 1864 en seconde classe de l'école des beaux-arts de Paris, où il fut l'élève d'Honoré Daumet, (1826-1911) et de Jules Normand (1828-1872).
Il se marie, le 31 mai 1876, avec Marie Thérèse Bedel, la sœur de Louis Bedel (1849-1922), entomologiste, et Maurice Bedel, Prix Goncourt 1927, est son neveu,. Parmi ses témoins de mariage on peut citer Félix-Henri Boudet (1806-1878) et Louis Gabriel Nicolas Rigault de Boureuille (1807-1893).
Il dessine, pour son cousin Alcide Charles Jean d'Orbigny (1835-1907), la « Villa Stella » à Chatelaillon, aujourd'hui le Château d'Orbigny, et l'hôtel d'Orbigny-Bernon à La Rochelle.
Au milieu des années 1890, il se consacre à l'entomologie et en particulier aux scarabées et publie notamment son Synopsis des Onthophagides d'Afrique en 1913.
Il meurt à Paris le 29 juin 1915.

## Héritage entomologique
Durant les vingt dernières années de sa vie, Henri d'Orbigny a publié la description de très nombreuses espèces de Scarabaeoidea (plus de 500). En 1913, il publie le Synopsis des Onthophagides d'Afrique.
|                   |
| Caccobius cavatus |

|                     |
| Caccobius polygonus |

|                          |
| Onthophagus corniculiger |

|                           |
| Onthophagus extensicollis |

|                         |
| Onthophagus flavipennis |

|                         |
| Onthophagus laevissimus |

|                      |
| Onthophagus polyodon |

|                          |
| Onthophagus quadricuspis |

|                            |
| Onthophagus quadridentatus |

|                          |
| Onthophagus senegalensis |

|                         |
| Onthophagus tersipennis |

|                    |
| Onthophagus tersus |

Liste de taxons décrits :
- Alloscelus hirticomus (d'Orbigny, 1913)[10],[11]
- Caccobius anthracites (d'Orbigny, 1904)[12]
- Caccobius auberti d'Orbigny, 1902[13]
- Caccobius callosifrons d'Orbigny, 1905[12]
- Caccobius cavatus d'Orbigny, 1908[14]
- Caccobius corniceps d'Orbigny, 1913[10]
- Caccobius croceocinctus d'Orbigny, 1913[15]
- Caccobius cuspidiger d'Orbigny, 1913[10]
- Caccobius dybowskii d'Orbigny, 1902[13]
- Caccobius gananensis d'Orbigny, 1904[16]
- Caccobius gibbosulus d'Orbigny, 1915[17]
- Caccobius globaticeps d'Orbigny, 1905[18]
- Caccobius lateralis d'Orbigny, 1905[12]
- Caccobius longipennis d'Orbigny, 1904[16]
- Caccobius ocellipennis d'Orbigny, 1913[10]
- Caccobius pentagonus d'Orbigny, 1908[14]
- Caccobius polygonus d'Orbigny, 1911[19]
- Caccobius pseudolaevis d'Orbigny, 1908[14]
- Caccobius reticuliger d'Orbigny, 1904[16]
- Caccobius semiaeneus d'Orbigny, 1905[18]
- Caccobius setifer d'Orbigny, 1905[12]
- Caccobius tuberifrons d'Orbigny, 1902[13]
- Cleptocaccobius biceps (d'Orbigny, 1905)[20],[21]
- Cleptocaccobius humilis (d'Orbigny, 1902)[20],[21]
- Cleptocaccobius postlutatus (d'Orbigny, 1905)[20],[21]
- Cleptocaccobius schaedlei (d'Orbigny, 1902)[20],[21]
- Cleptocaccobius semiluteus (d'Orbigny, 1905)[20],[21]
- Cleptocaccobius signaticollis (d'Orbigny, 1902)[20],[21]
- Cleptocaccobius uniseries (d'Orbigny, 1905)[20],[21]
- Diastellopalpus basilobatus (d'Orbigny, 1902)[13]
- Diastellopalpus conradti (d'Orbigny, 1902)[13]
- Diastellopalpus gilleti (d'Orbigny, 1908)[14]
- Diastellopalpus laevibasis (d'Orbigny, 1902)[13]
- Diastellopalpus neavei d'Orbigny, 1914[22]
- Diastellopalpus pluton (d'Orbigny, 1902)[13]
- Diastellopalpus semirubidus (d'Orbigny, 1913)[10]
- Digitonthophagus lusinganus (d'Orbigny, 1905)[23]
- Eusaproecius laticeps (d'Orbigny, 1908)[24]
- Eusaproecius magnigena (d'Orbigny, 1913)[25]
- Euonthophagus flavimargo (d'Orbigny, 1902)[13]
- Euonthophagus jeanneli (d'Orbigny, 1913)[15]
- Euonthophagus maindroni (d'Orbigny, 1897)[26]
- Euonthophagus ustus (d'Orbigny, 1905)[18]
- Hamonthophagus acutus (d'Orbigny, 1908)[27],[28]
- Hamonthophagus fallax (d'Orbigny, 1913)[28]
- Helictopleurus d'Orbigny, 1915[29]
- Helictopleurus bivittatus d'Orbigny, 1915[29]
- Helictopleurus coruscus d'Orbigny, 1915[29]
- Helictopleurus fulgens d'Orbigny, 1915[29]
- Helictopleurus niger d'Orbigny, 1915[29]
- Helictopleurus nigricans d'Orbigny, 1915[29]
- Helictopleurus seminiger d'Orbigny, 1915[29]
- Helictopleurus semivirens d'Orbigny, 1915[29]
- Helictopleurus splendidus d'Orbigny, 1915[29]
- Hyalonthophagus alcedo (d'Orbigny, 1913)[30]
- Hyalonthophagus alcyonides (d'Orbigny, 1913)[30]
- Hyalonthophagus mixtifrons (d'Orbigny, 1910)[30]
- Hyalonthophagus nigroviolaceus (d'Orbigny, 1902)[30]
- Hyalonthophagus pseudoalcyon (d'Orbigny, 1913)[30]
- Hyalonthophagus pseudovirens (d'Orbigny, 1913)[30]
- Hyalonthophagus virens (d'Orbigny, 1913)[10]
- Hyalonthophagus viridiceps (d'Orbigny, 1910)[31]
- Jossonthophagus asperatus (d'Orbigny, 1905)[32]
- Jossonthophagus atrovittatus (d'Orbigny, 1908)[32]
- Jossonthophagus carinifer (d'Orbigny, 1904)[32]
- Jossonthophagus concavifrons (d'Orbigny, 1904)[32]
- Jossonthophagus laevisutura (d'Orbigny, 1902)[32]
- Jossonthophagus minans (d'Orbigny, 1913)[32]
- Jossonthophagus parcenotatus (d'Orbigny, 1913)[32]
- Jossonthophagus scaberrimus (d'Orbigny, 1904)[32]
- Jossonthophagus unicarina (d'Orbigny, 1904)[32]
- Liatongus fulvostriatus d'Orbigny, 1916[33]
- Milichus jugatus d'Orbigny, 1907[34]
- Milichus serratus d'Orbigny, 1907[35]
- Mimonthophagus apicehirtus (d'Orbigny, 1915)[36]
- Mimonthophagus limbibasis (d'Orbigny, 1905)[37]
- Mimonthophagus pictisternum (d'Orbigny, 1902)[37]
- Mimonthophagus semicirculifer (d'Orbigny, 1902)[37]
- Mimonthophagus semisetosus (d'Orbigny, 1902)[36]
- Odontoloma metasternale (d'Orbigny, 1902)[13]
- Odontoloma quadridens (d'Orbigny, 1908)[14]
- Oniticellini d'Orbigny, 1916[38]
- Onthophagus abeillei d'Orbigny, 1897[26]
- Onthophagus abruptus d'Orbigny, 1913[10]
- Onthophagus adornatus d'Orbigny, 1904[39]
- Onthophagus adspersus d'Orbigny, 1908[14]
- Onthophagus aeneoniger d'Orbigny, 1913[10]
- Onthophagus aeneopiceus d'Orbigny, 1902[13]
- Onthophagus aequepubens d'Orbigny, 1905[18]
- Onthophagus aereidorsis d'Orbigny, 1902[13]
- Onthophagus aeremicans d'Orbigny, 1904[16]
- Onthophagus aerestriatus d'Orbigny, 1913[10]
- Onthophagus aethiopicus d'Orbigny, 1902[13]
- Onthophagus ahenicollis d'Orbigny, 1902[13]
- Onthophagus ahenomicans d'Orbigny, 1902[13]
- Onthophagus albicomus d'Orbigny, 1908[14]
- Onthophagus albipodex d'Orbigny, 1902[13]
- Onthophagus alluaudi d'Orbigny, 1902[13]
- Onthophagus altilamina d'Orbigny, 1905[18]
- Onthophagus amoenus d'Orbigny, 1908[14]
- Onthophagus amplipennis d'Orbigny, 1905[18]
- Onthophagus androgynus d'Orbigny, 1905[12]
- Onthophagus angularis d'Orbigny, 1908[14]
- Onthophagus angulicornis d'Orbigny, 1908[14]
- Onthophagus anomalipes d'Orbigny, 1902[13]
- Onthophagus apicetinctus d'Orbigny, 1898[40]
- Onthophagus apiciosus d'Orbigny, 1902[13]
- Onthophagus arcifer d'Orbigny, 1904[39]
- Onthophagus areolatus d'Orbigny, 1905[18]
- Onthophagus aspericeps d'Orbigny, 1908[14]
- Onthophagus asperipennis d'Orbigny, 1902[13]
- Onthophagus aspernatus d'Orbigny, 1907[35]
- Onthophagus asperulus d'Orbigny, 1905[18]
- Onthophagus astigma d'Orbigny, 1904[16]
- Onthophagus athiensis d'Orbigny, 1913[10]
- Onthophagus atricapillus d'Orbigny, 1908[14]
- Onthophagus atricolor d'Orbigny, 1907[35]
- Onthophagus atridorsis d'Orbigny, 1902[13]
- Onthophagus atrofasciatus d'Orbigny, 1905[18]
- Onthophagus atronitidus d'Orbigny, 1902[13]
- Onthophagus atropolitus d'Orbigny, 1902[13]
- Onthophagus atrostriatus d'Orbigny, 1913[10]
- Onthophagus atrovirens d'Orbigny, 1905[18]
- Onthophagus babaulti d'Orbigny, 1915[17]
- Onthophagus bellus d'Orbigny, 1905[18]
- Onthophagus bequaerti d'Orbigny, 1915[17]
- Onthophagus bicallifrons d'Orbigny, 1902[13]
- Onthophagus bicavifrons d'Orbigny, 1902[13]
- Onthophagus biconifer d'Orbigny, 1905[18]
- Onthophagus bicristatus d'Orbigny, 1905[18]
- Onthophagus bicristiger d'Orbigny, 1913[10]
- Onthophagus bidentifrons d'Orbigny, 1902[13]
- Onthophagus bifidicornis d'Orbigny, 1902[13]
- Onthophagus bifrons d'Orbigny, 1905[18]
- Onthophagus bimarginatus d'Orbigny, 1902[13]
- Onthophagus bimetallicus d'Orbigny, 1907[34]
- Onthophagus binodosus d'Orbigny, 1908[14]
- Onthophagus binodulus d'Orbigny, 1913[10]
- Onthophagus birugatus d'Orbigny, 1902[13]
- Onthophagus birugifer d'Orbigny, 1908[14]
- Onthophagus bisbicornis d'Orbigny, 1909[41]
- Onthophagus bisignatus d'Orbigny, 1913[10]
- Onthophagus bituberans d'Orbigny, 1905[18]
- Onthophagus bocandei d'Orbigny, 1904[39]
- Onthophagus boops d'Orbigny, 1905[18]
- Onthophagus breviceps d'Orbigny, 1902[13]
- Onthophagus brevigena d'Orbigny, 1902[13]
- Onthophagus brevipennis d'Orbigny, 1902[13]
- Onthophagus brevisetis d'Orbigny, 1915[17]
- Onthophagus burchelli d'Orbigny, 1908[14]
- Onthophagus calliger d'Orbigny, 1913[10]
- Onthophagus cameloides d'Orbigny, 1900[42]
- Onthophagus camerunicus d'Orbigny, 1905[18]
- Onthophagus carinidorsis d'Orbigny, 1908[14]
- Onthophagus cavivertex d'Orbigny, 1913[10]
- Onthophagus chirindanus d'Orbigny, 1913[10]
- Onthophagus chlorophanus d'Orbigny, 1902[13]
- Onthophagus choanicus d'Orbigny, 1904[16]
- Onthophagus cincticollis d'Orbigny, 1902[13]
- Onthophagus cinctifrons d'Orbigny, 1902[13]
- Onthophagus cineraceus d'Orbigny, 1902[13]
- Onthophagus circumdatus d'Orbigny, 1913[10]
- Onthophagus clavisetis d'Orbigny, 1905[18]
- Onthophagus clitellarius d'Orbigny, 1908[14]
- Onthophagus clusifrons d'Orbigny, 1905[18]
- Onthophagus comatulus d'Orbigny, 1905[18]
- Onthophagus confluens d'Orbigny, 1902[13]
- Onthophagus contiguicornis d'Orbigny, 1913[10]
- Onthophagus convexus d'Orbigny, 1908[14]
- Onthophagus corniculiger d'Orbigny, 1913[10]
- Onthophagus coronatus d'Orbigny, 1902[13]
- Onthophagus costatus d'Orbigny, 1913[10]
- Onthophagus costiger d'Orbigny, 1915[17]
- Onthophagus costilatus d'Orbigny, 1910[43]
- Onthophagus creber d'Orbigny, 1905[18]
- Onthophagus cribellum d'Orbigny, 1902[13]
- Onthophagus cribripennis d'Orbigny, 1902[13]
- Onthophagus criniger d'Orbigny, 1904[16]
- Onthophagus cristatus d'Orbigny, 1905[18]
- Onthophagus crucenotatus d'Orbigny, 1905[18]
- Onthophagus cupreovirens d'Orbigny, 1904[39]
- Onthophagus curvifrons d'Orbigny, 1906[44]
- Onthophagus cyaneiceps d'Orbigny, 1913[10]
- Onthophagus cyaneoniger d'Orbigny, 1902[13]
- Onthophagus cyanochlorus d'Orbigny, 1902[13]
- Onthophagus debilis d'Orbigny, 1905[18]
- Onthophagus declivicollis d'Orbigny, 1902[13]
- Onthophagus decolor d'Orbigny, 1902[13]
- Onthophagus decoratus d'Orbigny, 1905[18]
- Onthophagus decorsei d'Orbigny, 1908[14]
- Onthophagus deflexus d'Orbigny, 1908[14]
- Onthophagus delicatus d'Orbigny, 1915[17]
- Onthophagus delphinensis d'Orbigny, 1913[10]
- Onthophagus densipilis d'Orbigny, 1902[13]
- Onthophagus denticulatus d'Orbigny, 1902[13]
- Onthophagus denudatus d'Orbigny, 1902[13]
- Onthophagus depilatus d'Orbigny, 1913[10]
- Onthophagus depilis d'Orbigny, 1902[13]
- Onthophagus depressifrons d'Orbigny, 1915[17]
- Onthophagus derasus d'Orbigny, 1902[13]
- Onthophagus diadematus d'Orbigny, 1902[13]
- Onthophagus dilutus d'Orbigny, 1905[18]
- Onthophagus dinoderus d'Orbigny, 1913[10]
- Onthophagus discovirens d'Orbigny, 1902[13]
- Onthophagus dohertyi d'Orbigny, 1902[13]
- Onthophagus dorsosignatus d'Orbigny, 1898[26]
- Onthophagus dorsuosus d'Orbigny, 1902[13]
- Onthophagus ducorpsi d'Orbigny, 1913[10]
- Onthophagus duvivieri d'Orbigny, 1904[39]
- Onthophagus ebenicolor d'Orbigny, 1902[13]
- Onthophagus eburneus d'Orbigny, 1913[10]
- Onthophagus erectinasus d'Orbigny, 1902[13]
- Onthophagus escalerai d'Orbigny, 1902[13]
- Onthophagus excisiceps d'Orbigny, 1902[13]
- Onthophagus exilis d'Orbigny, 1913[15]
- Onthophagus extensicollis d'Orbigny, 1907[34]
- Onthophagus fasciculiger d'Orbigny, 1902[13]
- Onthophagus feai d'Orbigny, 1905[12]
- Onthophagus flavibasis d'Orbigny, 1904[16]
- Onthophagus flaviclava d'Orbigny, 1902[13]
- Onthophagus flavipennis d'Orbigny, 1905[18]
- Onthophagus flavorufus d'Orbigny, 1904[39]
- Onthophagus flexifrons d'Orbigny, 1908[14]
- Onthophagus foraminosus d'Orbigny, 1902[13]
- Onthophagus fossibasis d'Orbigny, 1910[43]
- Onthophagus fossifrons d'Orbigny, 1902[13]
- Onthophagus fossulatus d'Orbigny, 1908[14]
- Onthophagus fritschi d'Orbigny, 1902[13]
- Onthophagus fulvocinctus d'Orbigny, 1902[13]
- Onthophagus fumatus d'Orbigny, 1913[10]
- Onthophagus fungicola d'Orbigny, 1908[14]
- Onthophagus furculifer d'Orbigny, 1905[18]
- Onthophagus fuscatus d'Orbigny, 1908[45]
- Onthophagus fuscidorsis d'Orbigny, 1902[13]
- Onthophagus fuscivestis d'Orbigny, 1902[13]
- Onthophagus gaillardi d'Orbigny, 1911[19]
- Onthophagus geminatus d'Orbigny, 1907[34]
- Onthophagus geminifrons d'Orbigny, 1905[18]
- Onthophagus gibbidorsis d'Orbigny, 1902[13]
- Onthophagus gibbifrons d'Orbigny, 1902[13]
- Onthophagus gibbus d'Orbigny, 1913[10]
- Onthophagus gonopygus d'Orbigny, 1902[13]
- Onthophagus grandidorsis d'Orbigny, 1913[10]
- Onthophagus grandifrons d'Orbigny, 1907[35]
- Onthophagus graniceps d'Orbigny, 1908[14]
- Onthophagus granosus d'Orbigny, 1913[10]
- Onthophagus granulum d'Orbigny, 1904[16]
- Onthophagus gravoti d'Orbigny, 1908[14]
- Onthophagus guttiger d'Orbigny, 1905[18]
- Onthophagus hemichalceus d'Orbigny, 1915[17]
- Onthophagus hericius d'Orbigny, 1908[14]
- Onthophagus heteroclitus d'Orbigny, 1911[19]
- Onthophagus hilaris d'Orbigny, 1905[18]
- Onthophagus hirsutus d'Orbigny, 1902[13]
- Onthophagus hirticulus d'Orbigny, 1915[17]
- Onthophagus hirtipodex d'Orbigny, 1904[16]
- Onthophagus histrio d'Orbigny, 1902[13]
- Onthophagus horrens d'Orbigny, 1908[14]
- Onthophagus horridus d'Orbigny, 1908[14]
- Onthophagus imberbis d'Orbigny, 1902[13]
- Onthophagus impunctatus d'Orbigny, 1904[16]
- Onthophagus inaequalis d'Orbigny, 1902[13]
- Onthophagus incertus d'Orbigny, 1897[26]
- Onthophagus includens d'Orbigny, 1905[18]
- Onthophagus inclusus d'Orbigny, 1905[18]
- Onthophagus indutus d'Orbigny, 1902[13]
- Onthophagus inermiceps d'Orbigny, 1905[18]
- Onthophagus inermicollis d'Orbigny, 1908[14]
- Onthophagus intermixtus d'Orbigny, 1902[13]
- Onthophagus intonsus d'Orbigny, 1913[10]
- Onthophagus investis d'Orbigny, 1904[16]
- Onthophagus jacksoni d'Orbigny, 1913[10]
- Onthophagus jugicola d'Orbigny, 1902[13]
- Onthophagus juncticornis d'Orbigny, 1908[14]
- Onthophagus kassaicus d'Orbigny, 1908[14]
- Onthophagus kavirondus d'Orbigny, 1915[17]
- Onthophagus laetus d'Orbigny, 1913[10]
- Onthophagus laeviceps d'Orbigny, 1902[13]
- Onthophagus laevidorsis d'Orbigny, 1907[35]
- Onthophagus laevissimus d'Orbigny, 1905[18]
- Onthophagus laminidorsis d'Orbigny, 1902[13]
- Onthophagus laminosus d'Orbigny, 1905[18]
- Onthophagus lamnifer d'Orbigny, 1902[13]
- Onthophagus latepunctatus d'Orbigny, 1913[10]
- Onthophagus latestriatus d'Orbigny, 1908[14]
- Onthophagus latevittatus d'Orbigny, 1905[18]
- Onthophagus latigena d'Orbigny, 1897[26]
- Onthophagus latigibber d'Orbigny, 1902[13]
- Onthophagus latipennis d'Orbigny, 1897[26]
- Onthophagus latissimus d'Orbigny, 1902[13]
- Onthophagus lefebvrei d'Orbigny, 1913[10]
- Onthophagus lemagneni d'Orbigny, 1902[13]
- Onthophagus lemekensis d'Orbigny, 1915[17]
- Onthophagus lemuroides d'Orbigny, 1898[46]
- Onthophagus leroyi d'Orbigny, 1902[13]
- Onthophagus liodermus d'Orbigny, 1913[10]
- Onthophagus lioides d'Orbigny, 1902[13]
- Onthophagus longiceps d'Orbigny, 1904[16]
- Onthophagus longipilis d'Orbigny, 1905[18]
- Onthophagus lutaticollis d'Orbigny, 1907[35]
- Onthophagus macrothorax d'Orbigny, 1902[13]
- Onthophagus maculosus d'Orbigny, 1908[14]
- Onthophagus margaritifer d'Orbigny, 1898[47]
- Onthophagus marshalli d'Orbigny, 1908[14]
- Onthophagus masaicus d'Orbigny, 1905[18]
- Onthophagus mediofuscatus d'Orbigny, 1908[14]
- Onthophagus meruanus d'Orbigny, 1910[43]
- Onthophagus metalliger d'Orbigny, 1913[10]
- Onthophagus micros d'Orbigny, 1902[13]
- Onthophagus miles d'Orbigny, 1905[12]
- Onthophagus millingeni d'Orbigny, 1898[46]
- Onthophagus mimus d'Orbigny, 1913[10]
- Onthophagus minutissimus d'Orbigny, 1908[14]
- Onthophagus miricornis d'Orbigny, 1902[13]
- Onthophagus mirifrons d'Orbigny, 1905[18]
- Onthophagus miscellaneus d'Orbigny, 1908[14]
- Onthophagus miscellus d'Orbigny, 1905[18]
- Onthophagus misellus d'Orbigny, 1907[35]
- Onthophagus mixticeps d'Orbigny, 1905[18]
- Onthophagus mixtidorsis d'Orbigny, 1905[18]
- Onthophagus mocquerysi d'Orbigny, 1902[13]
- Onthophagus montivagus d'Orbigny, 1902[13]
- Onthophagus mucronifer d'Orbigny, 1905[12]
- Onthophagus naevuliger d'Orbigny, 1908[14]
- Onthophagus nigerianus d'Orbigny, 1913[10]
- Onthophagus nigripennis d'Orbigny, 1908[14]
- Onthophagus nigriventris d'Orbigny, 1902[13]
- Onthophagus nigrivestis d'Orbigny, 1902[13]
- Onthophagus nigropubens d'Orbigny, 1908[14]
- Onthophagus nilicola d'Orbigny, 1902[13]
- Onthophagus nimbatus d'Orbigny, 1905[18]
- Onthophagus nitidifrons d'Orbigny, 1905[12]
- Onthophagus nodieri d'Orbigny, 1908[14]
- Onthophagus nonstriatus d'Orbigny, 1905[12]
- Onthophagus notatus d'Orbigny, 1902[13]
- Onthophagus nudatus d'Orbigny, 1913[10]
- Onthophagus nudus d'Orbigny, 1908[14]
- Onthophagus numidicus d'Orbigny, 1908[14]
- Onthophagus oberthueri d'Orbigny, 1898[47]
- Onthophagus ocellidorsis d'Orbigny, 1915[17]
- Onthophagus ocellifer d'Orbigny, 1902[13]
- Onthophagus ochreatus d'Orbigny, 1897[26]
- Onthophagus ochropygus d'Orbigny, 1902[13]
- Onthophagus omostigma d'Orbigny, 1902[13]
- Onthophagus ornatulus d'Orbigny, 1908[14]
- Onthophagus pallidus d'Orbigny, 1905[18]
- Onthophagus parceguttatus d'Orbigny, 1902[13]
- Onthophagus parcepictus d'Orbigny, 1908[14]
- Onthophagus pauxillus d'Orbigny, 1902[13]
- Onthophagus picatus d'Orbigny, 1902[13]
- Onthophagus piceiceps d'Orbigny, 1904[16]
- Onthophagus pictipennis d'Orbigny, 1913[10]
- Onthophagus pictipodex d'Orbigny, 1902[13]
- Onthophagus picturatus d'Orbigny, 1908[14]
- Onthophagus pilicollis d'Orbigny, 1902[13]
- Onthophagus pilipodex d'Orbigny, 1913[10]
- Onthophagus planaticeps d'Orbigny, 1913[10]
- Onthophagus pleurogonus d'Orbigny, 1913[10]
- Onthophagus plicatifrons d'Orbigny, 1908[14]
- Onthophagus polyedrus d'Orbigny, 1905[18]
- Onthophagus polyodon d'Orbigny, 1913[10]
- Onthophagus polystigma d'Orbigny, 1902[13]
- Onthophagus posticicornis d'Orbigny, 1913[10]
- Onthophagus producticollis d'Orbigny, 1908[14]
- Onthophagus proteus d'Orbigny, 1902[13]
- Onthophagus proximus d'Orbigny, 1908[14]
- Onthophagus pseudoaeneus d'Orbigny, 1908[14]
- Onthophagus pseudobidens d'Orbigny, 1915[17]
- Onthophagus puberulus d'Orbigny, 1902[13]
- Onthophagus pulchellus d'Orbigny, 1905[18]
- Onthophagus pullatus d'Orbigny, 1905[18]
- Onthophagus purifrons d'Orbigny, 1908[14]
- Onthophagus quadricallosus d'Orbigny, 1902[13]
- Onthophagus quadricuspis d'Orbigny, 1908[14]
- Onthophagus quadrilunatus d'Orbigny, 1902[13]
- Onthophagus quadrinotatus d'Orbigny, 1905[18]
- Onthophagus ragazzii d'Orbigny, 1904[16]
- Onthophagus rasipennis d'Orbigny, 1908[14]
- Onthophagus rectestriatus d'Orbigny, 1915[17]
- Onthophagus rectilamina d'Orbigny, 1902[13]
- Onthophagus reticulatus d'Orbigny, 1902[13]
- Onthophagus rotundatus d'Orbigny, 1905[18]
- Onthophagus rotundibasis d'Orbigny, 1902[13]
- Onthophagus rubefactus d'Orbigny, 1913[15]
- Onthophagus rubellus d'Orbigny, 1908[14]
- Onthophagus rubens d'Orbigny, 1902[13]
- Onthophagus rubenticollis d'Orbigny, 1902[13]
- Onthophagus rubidus d'Orbigny, 1913[10]
- Onthophagus rubricatus d'Orbigny, 1902[13]
- Onthophagus rufipodex d'Orbigny, 1913[10]
- Onthophagus rufolimbatus d'Orbigny, 1913[10]
- Onthophagus rufonotatus d'Orbigny, 1902[13]
- Onthophagus rufovirens d'Orbigny, 1904[16]
- Onthophagus rugidorsis d'Orbigny, 1913[15]
- Onthophagus rugosissimus d'Orbigny, 1913[10]
- Onthophagus sanguineus d'Orbigny, 1902[13]
- Onthophagus sanguinolentus d'Orbigny, 1908[14]
- Onthophagus scapularis d'Orbigny, 1902[13]
- Onthophagus sellatulus d'Orbigny, 1902[13]
- Onthophagus semiaratus d'Orbigny, 1902[13]
- Onthophagus semiasper d'Orbigny, 1902[13]
- Onthophagus semicinctus d'Orbigny, 1897[26]
- Onthophagus semicroceus d'Orbigny, 1915[17]
- Onthophagus semigraniger d'Orbigny, 1905[18]
- Onthophagus semilaevis d'Orbigny, 1913[10]
- Onthophagus seminitens d'Orbigny, 1902[13]
- Onthophagus seminitidus d'Orbigny, 1908[14]
- Onthophagus semivirescens d'Orbigny, 1902[13]
- Onthophagus semiviridis d'Orbigny, 1904[39]
- Onthophagus senegalensis d'Orbigny, 1902[13]
- Onthophagus serienotatus d'Orbigny, 1902[13]
- Onthophagus simillimus d'Orbigny, 1913[10]
- Onthophagus simoni d'Orbigny, 1902[13]
- Onthophagus simulator d'Orbigny, 1905[18]
- Onthophagus sinuosicollis d'Orbigny, 1905[18]
- Onthophagus sinuosus d'Orbigny, 1913[10]
- Onthophagus sjoestethi d'Orbigny, 1904[48]
- Onthophagus spurcatus d'Orbigny, 1905[18]
- Onthophagus stictus d'Orbigny, 1913[15]
- Onthophagus stigmosus d'Orbigny, 1902[13]
- Onthophagus stillatus d'Orbigny, 1904[16]
- Onthophagus strictestriatus d'Orbigny, 1913[10]
- Onthophagus stuhlmanni d'Orbigny, 1908[14]
- Onthophagus subalternans d'Orbigny, 1902[13]
- Onthophagus subcinctus d'Orbigny, 1913[10]
- Onthophagus subdivisus d'Orbigny, 1908[14]
- Onthophagus subhumeralis d'Orbigny, 1902[13]
- Onthophagus subnudus d'Orbigny, 1902[13]
- Onthophagus subocellatus d'Orbigny, 1905[18]
- Onthophagus subplanus d'Orbigny, 1902[13]
- Onthophagus subrugosus d'Orbigny, 1905[18]
- Onthophagus subsulcatus d'Orbigny, 1908[14]
- Onthophagus subulifer d'Orbigny, 1908[14]
- Onthophagus sulcatulus d'Orbigny, 1907[35]
- Onthophagus sulcipennis d'Orbigny, 1902[13]
- Onthophagus sutiliceps d'Orbigny, 1902[13]
- Onthophagus taboranus d'Orbigny, 1902[13]
- Onthophagus tanganus d'Orbigny, 1913[10]
- Onthophagus teitanicus d'Orbigny, 1902[13]
- Onthophagus temporalis d'Orbigny, 1902[13]
- Onthophagus tenuigraniger d'Orbigny, 1913[10]
- Onthophagus tenuistriatus d'Orbigny, 1905[18]
- Onthophagus tersipennis d'Orbigny, 1902[13]
- Onthophagus tersus d'Orbigny, 1913[15]
- Onthophagus tesseratus d'Orbigny, 1908[14]
- Onthophagus tigrinus d'Orbigny, 1908[14]
- Onthophagus tonsus d'Orbigny, 1902[13]
- Onthophagus trapezicornis d'Orbigny, 1902[13]
- Onthophagus traversii d'Orbigny, 1904[16]
- Onthophagus tricariniger d'Orbigny, 1902[13]
- Onthophagus trichopygus d'Orbigny, 1905[18]
- Onthophagus tridenticeps d'Orbigny, 1902[13]
- Onthophagus trifidisetis d'Orbigny, 1905[18]
- Onthophagus triimpressus d'Orbigny, 1905[18]
- Onthophagus tripartitus d'Orbigny, 1902[13]
- Onthophagus tschoffeni d'Orbigny, 1904[39]
- Onthophagus umbilicatus d'Orbigny, 1908[14]
- Onthophagus umbratus d'Orbigny, 1902[13]
- Onthophagus ursinus d'Orbigny, 1902[13]
- Onthophagus variatus d'Orbigny, 1902[13]
- Onthophagus variegranosus d'Orbigny, 1905[18]
- Onthophagus variolosus d'Orbigny, 1902[13]
- Onthophagus varius d'Orbigny, 1913[15]
- Onthophagus vassei d'Orbigny, 1908[14]
- Onthophagus velliger d'Orbigny, 1907[35]
- Onthophagus ventrosus d'Orbigny, 1905[18]
- Onthophagus verrucosus d'Orbigny, 1902[13]
- Onthophagus vestitus d'Orbigny, 1902[13]
- Onthophagus viridicatus d'Orbigny, 1902[13]
- Onthophagus viviensis d'Orbigny, 1905[18]
- Onthophagus vultuosus d'Orbigny, 1902[13]
- Onthophagus vylderi d'Orbigny, 1913[10]
- Onthophagus waterloti d'Orbigny, 1908[14]
- Onthophagus xanthopterus d'Orbigny, 1908[14]
- Onthophagus xanthopygus d'Orbigny, 1910[43]
- Phalops cyanescens (d'Orbigny, 1897)[26]
- Phalops gallanus d'Orbigny, 1904[16]
- Phalops lutatus (d'Orbigny, 1902)[13]
- Phalops princeps d'Orbigny, 1908[14]
- Phalops pyroides d'Orbigny, 1908[49]
- Phalops sinuaticeps (d'Orbigny, 1902)[13]
- Phalops tricuspis (d'Orbigny, 1908)[14]
- Phalops tuberosus (d'Orbigny, 1905)[18]
- Proagoderus albicapillus (d'Orbigny, 1902)[13]
- Proagoderus armicollis (d'Orbigny, 1904)[16]
- Proagoderus atriclaviger (d'Orbigny, 1905)[18]
- Proagoderus atrosetosus (d'Orbigny, 1902)[13]
- Proagoderus aureiceps (d'Orbigny, 1902)[13]
- Proagoderus biarmatus (d'Orbigny, 1908)[14]
- Proagoderus cavidorsis (d'Orbigny, 1902)[13]
- Proagoderus chalcostolus (d'Orbigny, 1902)[13]
- Proagoderus colmanti (d'Orbigny, 1908)[45]
- Proagoderus confossus (d'Orbigny, 1915)[17]
- Proagoderus cuspidatus (d'Orbigny, 1913)[10]
- Proagoderus cyanopterus (d'Orbigny, 1905)[18]
- Proagoderus elgoni (d'Orbigny, 1915)[17]
- Proagoderus euchlorus (d'Orbigny, 1902)[13]
- Proagoderus fastosus (d'Orbigny, 1913)[10]
- Proagoderus flexicollis (d'Orbigny, 1904)[16]
- Proagoderus fossidorsis (d'Orbigny, 1905)[18]
- Proagoderus furciramus (d'Orbigny, 1902)[13]
- Proagoderus gibbiramus (d'Orbigny, 1902)[13]
- Proagoderus hemicyanus (d'Orbigny, 1902)[13]
- Proagoderus ignitus (d'Orbigny, 1905)[18]
- Proagoderus incostatus (d'Orbigny, 1902)[13]
- Proagoderus lallieri (d'Orbigny, 1902)[13]
- Proagoderus longefossus (d'Orbigny, 1905)[18]
- Proagoderus lucasi (d'Orbigny, 1902)[13]
- Proagoderus marginidens (d'Orbigny, 1904)[39]
- Proagoderus monochromus (d'Orbigny, 1913)[10]
- Proagoderus multicornis (d'Orbigny, 1908)[45]
- Proagoderus nasidens (d'Orbigny, 1905)[18]
- Proagoderus nuba (d'Orbigny, 1902)[13]
- Proagoderus opulentus (d'Orbigny, 1902)[13]
- Proagoderus praecavatus (d'Orbigny, 1913)[10]
- Proagoderus praedentatus (d'Orbigny, 1904)[39]
- Proagoderus praefossus (d'Orbigny, 1913)[10]
- Proagoderus quadricristatus (d'Orbigny, 1908)[14]
- Proagoderus quadrispinosus (d'Orbigny, 1908)[45]
- Proagoderus quadrituber (d'Orbigny, 1908)[14]
- Proagoderus ramosicornis (d'Orbigny, 1902)[13]
- Proagoderus rasidorsis (d'Orbigny, 1905)[18]
- Proagoderus sexcornutus (d'Orbigny, 1902)[13]
- Proagoderus somalicus (d'Orbigny, 1902)[13]
- Proagoderus speculatus (d'Orbigny, 1908)[14]
- Proagoderus superbus (d'Orbigny, 1904)[39]
- Proagoderus taymansi (d'Orbigny, 1908)[14]
- Proagoderus tersidorsis (d'Orbigny, 1902)[13]
- Proagoderus trianguliceps (d'Orbigny, 1905)[18]
- Proagoderus triarmatus (d'Orbigny, 1904)[16]
- Proagoderus tricornifrons (d'Orbigny, 1908)[14]
- Proagoderus versus (d'Orbigny, 1913)[10]
- Pseudosaproecius binasus (d'Orbigny, 1907)[50]
- Pseudosaproecius comatus (d'Orbigny, 1902)[51]
- Pseudosaproecius cylindroides (d'Orbigny, 1908)[14]
- Pseudosaproecius dicerus (d'Orbigny, 1915)[50]
- Pseudosaproecius mirepunctatus (d'Orbigny, 1905)[50]
- Pycnopanelus parvicollis (d'Orbigny, 1913)[52]
- Tiaronthophagus chrysoderus (d'Orbigny, 1905)[53]
- Tiaronthophagus curtipilis (d'Orbigny, 1905)[53]
- Tiaronthophagus flexicornis (d'Orbigny, 1902)[53]
- Tiaronthophagus hemichlorus (d'Orbigny, 1915)[53]
- Tiaronthophagus naevius (d'Orbigny, 1913)[53]
- Tiaronthophagus rufostillans (d'Orbigny, 1907)[53]
- Tiaronthophagus viridiaereus (d'Orbigny, 1908)[53]
- Tomogonus d'Orbigny, 1904[16],[54]
- Tomogonus crassus (d'Orbigny, 1902)[16],[54]

### Hommages
Rendant hommage à son travail, certains insectes ont été nommés en son honneur :
- Cleptocaccobius dorbignyi Cambefort, 1984[21]

### Liste de publications
- Orbigny, H., d'. 1897. Descriptions d’espèces nouvelles d’Onthophagus de l'ancien monde. Annales de la Société Entomologique de France, 66: 232-244. (pdf)
- Orbigny, H., d'. 1898. Synopsis des Onthophagus paléarctique. L’Abeille, 29: 117-254. (lire en ligne)
- Orbigny, H., d'. 1898. Descriptions d'espèces nouvelles d'Onthophagides de Mésopotamie et d'Arabie. Bulletin de la Société entomologique de France, 3(7): 160-163. (lire en ligne)
- Orbigny, H., d'. 1898. Descriptions d'espèces nouvelles d'Othonphagus de Mésopotamie et d'Arabie. Bulletin de la Société entomologique de France, 3(8): 177-180. (lire en ligne)
- Orbigny, H., d'. 1900. Supplément au synopsis des Onthophagides paléarctiques. L’Abeille, 29: 289-300. (lire en ligne)
- Orbigny, H., d'. 1902. Mémoire sur les Onthophagides d’Afrique. Annales De La Société Entomologique De France, 71(1-2): 1-324. (pdf)
- Orbigny, H., d'. 1904. Espèces nouvelles d’Onthophagus africains de la collection du Musée royal de Belgique. Annales de la Société Entomologique de Belgique, 48: 204-222. (lire en ligne)
- Orbigny, H., d'. 1904. Onthophagides africains de la collection du Musée Civique de Gênes. Annali Del Museo Civico di Storia Naturale di Genova, 41: 253-331. (lire en ligne)
- Orbigny, H., d'. 1904. Coprophagen der Ausbeute des Herrn Prof.Dr.Yngve Sjöstedt. Arkiv För Zoologi Stockholm, 1(3): 406-409. (lire en ligne)
- Orbigny, H., d'. 1905. Onthophagides provenant du voyage de M. Alluaud dans l’Afrique orientale et descriptions d'autres espèces africains nouvelles. Annales De La Société Entomologique De France, 74(3-4): 381-536. (pdf)
- Orbigny, H., d'. 1905. Onthophagides de l'Afrique orientale (voyage de M. Alluaud) et descriptions d’autres espèces africaines (suite et fin). Annales De La Société Entomologique de France, 74(4): 465-532.
- Orbigny, H., d'. 1905. Onthophagides provenant du voyage de M. L. Fea dans l’Afrique occidentale. Annali Del Museo Civico Di Storia Naturaledi Genova, 41: 417-448. (lire en ligne)
- Orbigny, H., d'. 1906. Description d’une espèce nouvelle d’Onthophagus de l’Afrique Occidentale. Notes from the Leyden Museum, 28: 134-136. (pdf)
- Orbigny, H., d'. 1907. Collections recueillies par M. Maurice de Rothschild dans l’Afrique orientale. Insectes Coléoptères: Onthophagides. Bulletin Du Muséum Nationale d’Histoire Naturelle, 13(2): 128-133. (pdf)
- Orbigny, H., d'. 1907. Description d’espèces nouvelles d’Onthophagides africains de la collection du Deutsche Entomologisches National-Museum. Deutsche Entomologische Zeitschrift: 163-176. (pdf)
- Gillet, J.J.E., Orbigny, H., d'. 1908. Coprophages et Dynastides provenant du voyage de M. F. Colmant dans les régions de l’Uellé du Bomu et du Baher-el-Gazal. Annales de la Société Entomologique de Belgique, 52(2): 54-67. (pdf)
- Orbigny, H., d'. 1908. Descriptions d’espèces nouvelles d’Onthophagides africains et notes synonymiques. Annales De La Société Entomologique de France, 77: 65-208. (lire en ligne)
- Orbigny, H., d'. 1908. Descriptions d’espèces nouvelles d’Onthophagides africains et notes synonymiques (suite et fin). Annales de la Société Entomologique de France, 77(2): 161-208.
- Orbigny, H., d'. 1908. New species of Phalops. In: Péringuey L. Descriptive Catalogue of the Coleoptera of Southern Africa. Additions and corrections. Transactions of the South African Philosophical Society Cape Town, 13: 625-626. (lire en ligne)
- Orbigny, H., d'. 1909. Diagnoses préliminaires d’insectes nouveaux recueillis dans le Congo belge par le Dr. Skeffield Neave. Fam. Scarabaeidae. Annales de la Société Entomologique de Belgique, 53(2): 96-99. (pdf)
- Orbigny, H., d'. 1910. Collections recueillies par M. Maurice de Rothschild en Abyssinie et dans l'Afrique orientale anglaise. Coléoptères: Onthophages. Bulletin Du Muséum Nationale d'Histoire Naturelle, 16(6): 308-310. (pdf)
- Orbigny, H., d'. 1910. Onthophagidae. In Sjöstedt’s Zoological Kilimandjaro-Meru Expedition. Uppsala, 7(5-2): 44-52. (lire en ligne)
- Orbigny, H., d'. 1911. Mission Niger-Tchad, dirigée par M. le Capitaine Tilho. Collections recueillies par M. le Dr. Gaillard: Coléoptères Onthophagides. Bulletin du Muséum Nationale d'Histoire Naturelle, 17(1): 17-21. (lire en ligne)
- Orbigny, H., d'. 1913. Insectes Coléoptères. II. Scarabaeidae Onthophagini. Voyage de Ch. Alluaud et R. Jeannel en Afrique Orientale (1911-1912). Résultats Scientifiques, Paris: 65-128. (lire en ligne)
- Orbigny, H., d'. 1913. Synopsis des Onthophagides d'Afrique. Annales de la Société entomologique de France, 82: 1-742. (lire en ligne)
- Orbigny, H., d'. 1914. Note sur quelques Diastellopalpus. Bulletin de la Société Entomologique de France, 1: 458-460. (lire en ligne)
- Orbigny, H., d'. 1915. Supplément au synopsis des Onthophagides d’Afrique. Annales de la Société Entomologique de France, 84: 375–401. (lire en ligne)
- Orbigny, H., d'. 1915. Synopsis d'un genre nouveau d'Oniticellides special a Madagascar. Annales de la Société Entomologique de France, 84: 402-434. (lire en ligne)
- Orbigny, H., d'. 1916. Voyage dans l'Afrique orientale anglaise 1912-1913, par Guy Babault. Résultats scientifiques. Insectes Coléoptères. Scarabaeidae. Onthophagini et Oniticellini. Paris: 1-33. (pdf)